# Zărnești

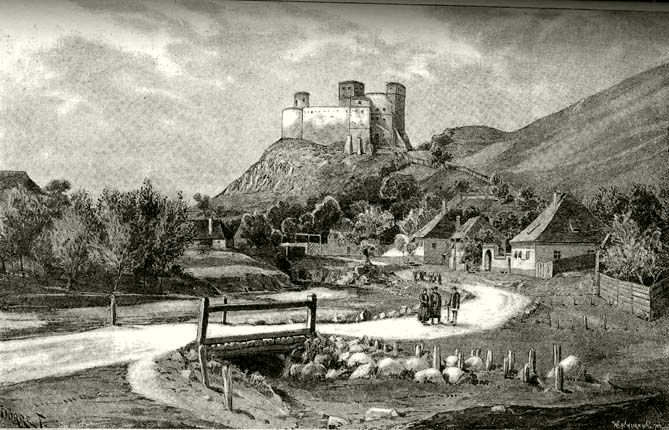
Tivadar Dörre: Zernyest im 19. Jahrhundert

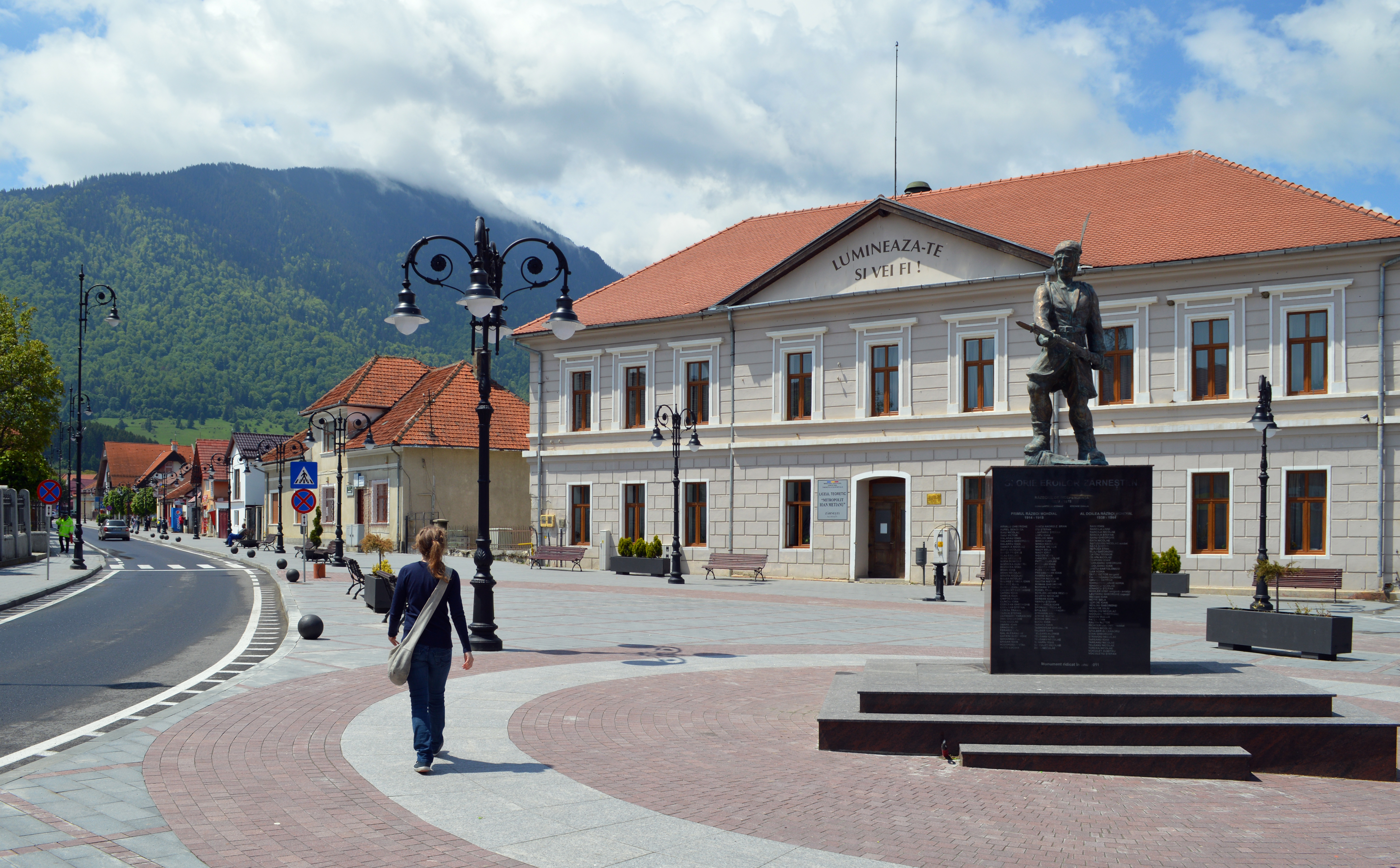
Dorfplatz von Zărnești

Zărnești (ungarisch Zernyest, deutsch Zernen oder auch Zernescht, siebenbürgisch-sächsisch Särnescht) ist eine Kleinstadt im Kreis Brașov in der Region Siebenbürgen in Rumänien.

## Geographische Lage
Zărnești liegt im Karpatenbogen am Fuße des Piatra-Craiului-Gebirges (Königstein) an der Bahnstrecke Brașov–Zărnești und umfasst den (eingemeindeten) Ortsteil Tohanu Vechi und die Gemarkung Tohanu Nou.

## Geschichte
In der Nähe des Ortes schlug am 21. August 1689 eine osmanische Armee unter Emmerich Thököly die vereinten Truppen von General Donat Heißler und Michael Teleki, wodurch Thököly kurzzeitig Fürst von Siebenbürgen wurde.
In Zărnești stellte die Fabrik „6 Martie“ (6. März) zu Ceaușescus-Zeit Waffen und auch Kleinkrafträder der Marke Mobra und Pegas sowie Fahrräder her. Ebenso war eine große Papierfabrik ansässig. Nach der Revolution von 1989 wurden die Werke nach und nach aufgegeben. 1990 wurde das Werk „6 Martie“ in „Uzina Mecanică Tohan“ umbenannt. Zuletzt stellte „6 Martie“ noch Fahrräder her. Heute ist es nicht mehr in Betrieb.
Durch den Wegfall weiterer Industrien ist heute die Arbeitslosigkeit in Zărnești hoch. Eine Umstellung auf Tourismus ist bisher nur in Ansätzen gelungen.
Mit dem Bärenreservat Zărnești befindet sich die Stadt nahe dem größten Reservat für Braunbären in Europa.

## Söhne und Töchter der Stadt
- Grete Csaki-Copony (1893–1990), Malerin
- Nicolae Marinica (1952–2009), österreichischer Bildhauer und Maler
- Ana Roman (* 1975), Biathletin
- Ionuț Gălițeanu (* 1979), Skibergsteiger
- Ana Maria Bican (* 1980), Kunstturnerin
- Rareș Manea (* 1986), Skibergsteiger
- Răzvan Gârniță (* 1987), Biathlet
- Eduard-Michael Grosu (* 1992), Radrennfahrer
- George Colțea (* 2000), Biathlet

## Städtepartnerschaft
Zărnești pflegt seit 1991 mit Markkleeberg in Deutschland eine Gemeindepartnerschaft.